# Sankt Sigfrids landskommun
Sankt Sigfrids landskommun var en kommun i Kalmar län.

## Administrativ historik
Kommunen inrättades som landskommun i Sankt Sigfrids socken i Södra Möre härad i Småland när 1862 års kommunalförordningar trädde i kraft. Den uppgick 1952 i Ljungbyholms landskommun, överfördes sedan 1969 till Nybro stad, från 1971 Nybro kommun.